# Elección legislativa de Francia de 1842
Las elecciones legislativas de Francia de 1842 se realizaron el 9 de julio de 1842.

## Resultados
| Partido | Partido       | Escaños |
| ------- | ------------- | ------- |
|         | Conservadores | 290     |
|         | Oposición     | 193     |

- Datos: Q2395772